# 董府
董府，位于宁夏回族自治区吴忠市利通区西五公里处的黄河东岸，是清末甘军将领董福祥的住宅。该住宅自董福祥被免职回乡后的1902年开始修建，1905年正式建成，建成时包含主体院落、府墙、府廓、护府河等建筑，后来府廓和护府河先后被毁，现存部分的占地面积为11025平方米。20世纪70年代以来，有关政府部门对董府展开了多次维修。2006年，董府被列为全国重点文物保护单位。

## 历史
同治陕甘回变时期，董福祥任左宗棠手下先锋，攻占金积堡。其后3就在金积堡开始经营董府，并开始筹备甘军。任甘肃提督和喀什噶尔提督时，金积堡成为他的一个募兵地。他同时有董府西数十公里狭长的黄河滩地“马家滩”，“约千余顷”，用于耕作、军屯和牧马，并在金积堡、天津、张家口有多家“天”字号商号，如天泰魁。
1900年，董福祥部下在永定门外杀死日本公使馆书记官杉山彬。在此之后，董福祥率军围攻东交民巷，耗费一个多月仍未有战果。当年8月，八国联军攻入北京，董福祥作为随扈大臣护送皇室向西逃亡。辛丑条约谈判时，西方谈判代表以及中方的袁世凯明确要求处死董福祥，在慈禧太后和李鸿章的斡旋之下，1901年2月13日，董福祥被革职遣返原籍固原。
1902年，董福祥在金积堡城中十字街南侧买下了一座湖塘，并在湖塘底部填了1.5至2米的煤炭，并在炭的上方盖土并夯实，作为董府的地基。在修建过程中，董福祥使用的木料均为通过黄河运送自甘南运送而来的，而石料则运自陕西。参与修建工程的铁匠从包头聘用，而石匠则从陕西聘用。1905年，董府正式建成，因董福祥有太子少保衔，又被民间称为“宫保府”。
董府在刚建成时占地面积约为34650平方米，包括主体院落、府墙、府廓、护府河等建筑，后来府廓和护府河先后被毁。附近有张俊、李双良等人府邸，三人均为二品以上武将。董府外驻扎其精锐部队“董字三营”，为董福祥（中营）、张俊（左营）、李双良（右营）所辖的约3000人。董府附近的村庄至今被称为“董营村”。
2006年开始修缮，不少文物，包括题额、商号柜台和砖雕失窃。原有彩画被劣质油漆覆盖。

## 结构
董府现存为原建筑主体院落和府墙部分，占地面积11025平方米。每部分的保存现状分别为：
- 府墙呈长方形，东西长115米，南北长105米，城墙除城门用青砖包砌外，其余全部为黄土夯筑。墙体底宽12米，顶宽4.5米，高8.5米。女儿墙部分高1米，宽0.5米，开有射击孔。城门向东，门洞顶部呈半圆形，长13.2米，宽3.5米，高4米，其上建有一座面阔三间的砖木悬山顶门楼。城墙四角各建有一座正方形角台。城墙内侧的南北两侧均建有可通向城墙顶部的52级的马道。
- 主体建筑东西长72米，南北宽58米，宅门向东，门上挂有一块“宫保府”牌匾，门外左右两侧各有一尊石狮和下马石。进入大门后有一座高约4米的影壁，影壁前有一尊石碑。整座内宅前后公分为三进院落，每一进院落又可分为前后两院，是为“三宫六院”。全院共有106间房屋，基本均为砖木结构。建筑通过走廊相连，其中仅中院的建筑为二层硬山顶楼房结构，屋顶覆盖有琉璃瓦，其余均为单层房屋。中院是董福祥生前所住房屋，正西楼为祖先堂，董福祥去世后该建筑即被作为安放董福祥的御赐衣冠的场所。整座院落保留有大量动物类和植物类的砖雕图像，以及部分神话故事浮雕。

## 保护
20世纪70年代，吴忠市有关部门曾对董府内部予以加固粉刷。1988年，董府被列为宁夏回族自治区文物保护单位，同年部分后来加盖的违章建筑被拆除。1993年8月，董府外墙东南角被大雨冲伤25平方米，对此吴忠市人民政府申请拨款1.1万元人民币予以维修。1994年3月，吴忠市文物管理所筹资金对董府护府河加以清理挖掘。1995年，董府文物保护范围和保护控制地带正式划定完成。1999年至2005年，董府被交由当地的一户村民看管。此时南院和北院的部分墙壁和窗台已经倒塌。2000年至2001年，国家文物局拨款对董府的墙基、墙面、墙上排水系统等部分进行了维修。2001年，董府的门前道路得到硬化。2006年，董府被列为全国重点文物保护单位。2006年至2007年，董府一度对外开放。2009年，因附近地下水位上升威胁到董府地基稳定，宁夏回族自治区有关部门对董府进行全面修缮。2011年，董府的维护工作被正式由吴忠市有关部门接管。